# Список правителей Сербии

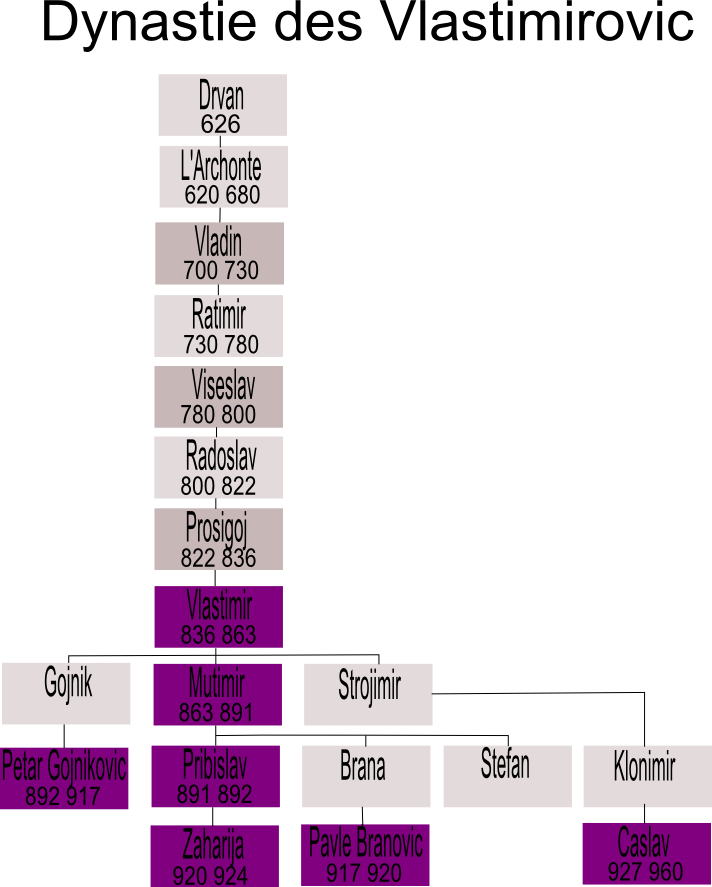
Древние сербские правители

## Династия Властимира
- Властимир 836 — 843
- Мутимир 843 — 891
- Первослав 891 — 892
- Петар Гойникович 892 — 917
- Павле Бранович 917 — 921
- Захарий Первославич 920 — 927

927 — 934 разгром государства болгарами.
- Часлав Клонимирович 934 — 960

Разгром Сербии Византией.

## Короли средневековой Сербии (1217—1345)
| № | Фото | Имя                                                        | Сроки у власти | Сроки у власти | Примечания |
| - | ---- | ---------------------------------------------------------- | -------------- | -------------- | --- |
| 1 |      | Стефан Первовенчанный (серб. Стефан Првовенчани)           | 1217           | 1228           | Коронован как первый король Сербии в 1217 году. В 1196—1202 и 1204—1217 годах был великим жупаном Рашки                   |
| 2 |      | Стефан Радослав (серб. Стефан Радослав)                    | 1228           | 1234           | Унаследовал трон как старший сын Стефана Первовенчанного после его смерти. Позже был свергнут.                            |
| 3 |      | Стефан Владислав (серб. Стефан Владислав)                  | 1234           | 1243           | Второй сын Стефана Первовенчанного, сверг с престола своего старшего брата Стефана Радослава. Позже был свергнут          |
| 4 |      | Стефан Урош I (серб. Стефан Урош I)                        | 1243           | 1276           | Младший сын Стефана Первовенчанного, сверг с престола своего брата Стефана Владислава. Позже был свергнут                 |
| 5 |      | Стефан Драгутин (серб. Стефан Драгутин)                    | 1276           | 1282           | Старший сын Стефана Уроша I, которого сверг с престола. В 1282 году стал королём Срема                                    |
| 6 |      | Стефан Урош II Милутин (серб. Стефан Урош II Милутин)      | 1282           | 1321           | Младший сын Стефана Уроша I                                                                                               |
| 7 |      | Стефан Урош III Дечанский (серб. Стефан Урош III Дечански) | 1322           | 1331           | Сын Стефана Уроша II Милутина, после смерти которого, оспаривал в ходе войны право на престол у своего брата Константина. |
| 8 |      | Стефан Урош IV Душан (серб. Стефан Урош IV Душан)          | 1331           | 1345           | Сын Стефана Уроша III Дечанского, после смерти которого занял престол. В 1346 году коронован царём сербов и греков.       |

## Цари сербов и греков (1345—1371)
| № | Фото | Имя                                               | Сроки у власти | Сроки у власти | Примечания                                                                         |
| - | ---- | ------------------------------------------------- | -------------- | -------------- | ---------------------------------------------------------------------------------- |
| 1 |      | Стефан Урош IV Душан (серб. Стефан Урош IV Душан) | 1345           | 1355           | До 1345 года был королём Сербии                                                    |
| 2 |      | Стефан Урош V (серб. Стефан Урош V)               | 1355           | 1371           | Унаследовал трон после смерти отца Стефана Уроша IV Душана. Последний царь Сербии. |

## Распад государства
См. также Лазаревичи
Князья Сербии:
- Лазарь Хребелянович 1370 — 1389
- Стефан Лазаревич 1389 — 1402

## Деспоты Сербии (1402—1459)
| № | Фото | Имя                                       | Сроки у власти | Сроки у власти | Примечания |
| - | ---- | ----------------------------------------- | -------------- | -------------- | --- |
| 1 |      | Стефан Лазаревич (серб. Стефан Лазаревић) | 1402           | 1427           | Сын Лазаря Хребеляновича. До 1402 года был вассалом Османской империи — князем Сербии, но после стал независимым правителем.                                    |
| 2 |      | Джурадж Бранкович (серб. Ђурађ Бранковић) | 1427           | 1456           | Зять Лазаря Хребеляновича, стал деспотом после смерти Стефана Лазаревича. Погиб в сражении с венграми.                                                          |
| 3 |      | Лазарь Бранкович (серб. Лазар Бранковић)  | 1456           | 1458           | Сын Джурджа Бранковича, после смерти которого стал деспотом. Умер, не оставив наследников.                                                                      |
| 4 |      | Стефан Бранкович (серб. Стефан Бранковић) | 1458           | 1459           | Брат Лазаря Бранковича. Изгнан из Сербии. |
| 5 |      | Стефан Томашевич (серб. Стефан Томашевић) | 21 марта 1459  | 30 июня 1459   | Сын короля Боснии Степана Томаша, муж дочери Лазаря Бранковича. Изгнал Стефана Бранковича. После вхождения Сербии в состав Османской империи вернулся в Боснию. |

После падения Сербской деспотии в 1459 г. Венгрия, опираясь на сербов, организовала военную границу по Саве и Дунаю во главе с деспотом (последний – Павел Бакич погиб в 1537). В 1521 г. турки взяли Белград, а после Мохачской битвы 1526 г., к 1541 г., уже вся территория современной Сербии стала частью Османской империи.

## Вождь Первого сербского восстания (1804—1813)
| № | Фото | Имя                                             | Сроки у власти | Сроки у власти | Примечания |
| - | ---- | ----------------------------------------------- | -------------- | -------------- | --- |
| 1 |      | Карагеоргий Петрович (серб. Карађорђе Петровић) | 1804           | 1813           | В 1804 возглавил Первое сербское восстание против Османской империи. В 1811 в Белграде на скупщине старейшин был провозглашён верховным вождём сербского народа с наследственной властью. После поражения восстания эмигрировал в Австрию, а затем в Россию. |

## Князья Сербии (1815—1882)
| № | Фото | Имя                                                       | Сроки у власти   | Сроки у власти   | Примечания |
| - | ---- | --------------------------------------------------------- | ---------------- | ---------------- | --- |
| 1 |      | Милош Обренович (серб. Милош Обреновић)                   | 1830             | 13 июня 1839     | В 1815 возглавил Второе сербское восстание. Сербский князь. Конституция расширяла власть князя, для контроля за которым создавался Государственный совет. По настоянию совета, в июне 1839 г. князь Милош Обренович был вынужден покинуть страну. |
| 2 |      | Милан Обренович II (серб. Милан Обреновић)                | 13 июня 1839     | 8 июля 1839      | Старший сын Милоша Обреновича, умер от болезни. |
| 3 |      | Михаил Обренович (серб. Михаило Обреновић)                | 8 июля 1839      | 14 сентября 1842 | Младший сын Милоша Обреновича, занял престол после смерти брата (до 17 марта 1840 — временный правитель). вызвал недовольство крестьянства, чем воспользовались «великаши», заручившиеся поддержкой Османской и Австрийской империй. В результате организованного ими в августе 1842 г. заговора (во главе с Т. Вучичем-Перешичем) князь Михаил бежал в Австрию. |
| 4 |      | Александр Карагеоргиевич (серб. Александар Карађорђевић ) | 14 сентября 1842 | 23 декабря 1858  | Сын вождя Первого сербского восстания Карагеоргия. Избран князем после свержения Михаила Обреновича. Был низложен скупщиной, эмигрировал в Австрию. |
| 5 |      | Милош Обренович (серб. Милош Обреновић)                   | 24 декабря 1858  | 26 сентября 1860 | Вернулся после свержения Александра Карагеоргиевича |
| 6 |      | Михаил Обренович (серб. Михаило Обреновић)                | 26 сентября 1860 | 10 июня 1868     | Занял престол после смерти отца Милоша Обреновича. Усыновил и сделал наследником своего двоюродного племянника Милана Обреновича. Убит в Топчидере сторонниками Карагеоргиевичей. |
| 7 |      | Милан I Обренович (серб. Милан Обреновић)                 | 10 июня 1868     | 6 марта 1882     | Двоюродный племянник Михаила Обреновича, стал князем по причине его бездетности. По причине малолетства с 10 июня 1868 по 22 августа 1872 находился под регентским управлением Миливоя Петровича Блазнаваца, Йована Ристича и Йована Гавриловича. В 1882 избран королём Сербии.                                                                                  |

## Короли Королевства Сербия (1882—1918)
| № | Фото | Имя                                                | Сроки у власти | Сроки у власти | Примечания |
| - | ---- | -------------------------------------------------- | -------------- | -------------- | --- |
| 1 |      | Милан I Обренович (серб. Милан Обреновић)          | 6 марта 1882   | 6 марта 1889   | В 1882 году короновался как Милан I, до этого был 4-м князем Сербии. Отрёкся от престола в пользу своего сына Александра Обреновича |
| 2 |      | Александр Обренович (серб. Александар Обреновић)   | 6 марта 1889   | 11 июня 1903   | В 13 лет стал королём по причине отречения от престола своего отца Милана Обреновича. По причине малолетства при короле с 1889 по 1893 годы находились регенты Йован Ристич, Коста Протич и Йован Белимаркович. Убит в ходе государственного переворота. |
| 3 |      | Пётр I Карагеоргиевич (серб. Петар I Карађорђевић) | 15 июня 1903   | 1 декабря 1918 | Возведён на престол после убийства Александра Обреновича. В 1918 году стал королём сербов, хорватов и словенцев |

## Короли сербов, хорватов и словенцев (1918—1929), Короли Югославии (1929—1945)
| № | Фото | Имя                                                          | Срок у власти   | Срок у власти   | Примечания |
| - | ---- | ------------------------------------------------------------ | --------------- | --------------- | --- |
| 1 |      | Пётр I Карагеоргиевич (серб. Петар I Карађорђевић)           | 1 декабря 1918  | 16 августа 1921 | Стал королём 1 декабря 1918 года в результате объединения Сербии, Черногории и Государства словенцев, хорватов и сербов.                                                                   |
| 2 |      | Александр I Карагеоргиевич (серб. Александар I Карађорђевић) | 16 августа 1921 | 9 октября 1934  | Сын короля Петра I, вступил на престол 16 августа 1921 года, был убит хорватскими националистами.                                                                                          |
| 3 |      | Пётр II Карагеоргиевич (серб. Петар II Карађорђевић)         | 9 октября 1934  | 29 ноября 1945  | Вошёл на престол в 11 лет после убийства своего отца. До 27 марта 1941 года правил под регентством Павла Карагеоргиевича. С 14 апреля 1941 года — король в эмиграции. В 1945 был свергнут. |

Май 1941 года — оккупация Югославии нацистской Германией.
1944 год — восстановление независимости.

## Правители Сербии в составе социалитической Югославии
Ноябрь 1945 год — провозглашение республики, приход к власти коммунистов. Это новое правительство Югославии, в котором доминировали сторонники Иосифа Броз Тито.
В 1980-х гг. в сербских общественных и политических кругах всё активнее выражалась тревога по поводу «выдавливания» сербов из Косово. Приход С. Милошевича на пост председателя Президиума ЦК Союза коммунистов Сербии (1986–1989).

## Президенты Сербии (с 1991)
27 апреля 1992 г. существовавшие ранее в составе СФРЮ республики Сербия и Черногория образовали новое государство под названием Союзная Республика Югославия (СРЮ). В тот же день принята конституция СРЮ. Во главе СРЮ стоял президент, избираемый союзным законодательным органом – Союзной скупщиной (состояла из Веча граждан и Веча республик) – сроком на 4 года. Первым президентом СРЮ стал писатель Д. Чосич (1992–1993), которого сменил председатель Народной скупщины Республики Сербия З. Лилич (1993–1997). 
| № | Фото | Имя                                                     | Сроки исполнения полномочий | Сроки исполнения полномочий | Партия                         | Примечания |
| - | ---- | ------------------------------------------------------- | --------------------------- | --------------------------- | ------------------------------ | --- |
| 1 |      | Слободан Милошевич (серб. Слободан Милошевић)           | 11 января 1991              | 23 июля 1997                | Социалистическая партия Сербии | С 8 мая 1989 занимал пост Председателя Президиума Сербии. 9 декабря 1990 выиграл президентские выборы, набрав 65,3 %. Вновь победил на выборах 20 декабря 1992 (53,2 %). Ушёл с должности, став президентом Югославии. |
| — |      | Драган Томич (серб. Драган Томић)                       | 23 июля 1997                | 29 декабря 1997             | Социалистическая партия Сербии | председатель Скупщины, и. о. президента. Продолжал исполнять обязанности после того, как 5 октября 1997 не состоялся второй тур выборов президента. |
| 2 |      | Милан Милутинович (серб. Милан Милутиновић)             | 29 декабря 1997             | 29 декабря 2002             | Социалистическая партия Сербии | Избран президентом 21 декабря 1997 во втором туре повторных выборов 1997, набрав 59,2 %. Ушёл с должности в связи с истечением срока президентства. |
| — |      | Наташа Мичич (серб. Наташа Мићић)                       | 29 декабря 2002             | 4 февраля 2004              | Гражданский союз Сербии        | председатель Скупщины, и. о. президента. Заняла должность в связи с окончанием срока Милутиновича и неизбранием нового президента из-за низкой явки (как в обоих турах плановых выборов, так и на повторных). Продолжила исполнять обязанности президента после несостоявшихся выборов 16 ноября 2003 (причина — низкая явка избирателей). |
| — |      | Драган Маршичанин (серб. Драган Маршићанин)             | 4 февраля 2004              | 3 марта 2004                | Демократическая партия Сербии  | председатель Скупщины, и. о. президента. Ушёл с должности, став министром экономики |
| — |      | Воислав Михаилович (серб. Војислав Михаиловић)          | 3 марта 2004                | 4 марта 2004                | Сербское движение обновления   | и. о. председателя Скупщины, и. о. президента |
| - |      | Предраг Маркович (серб. Предраг Марковић)               | 4 марта 2004                | 11 июля 2004                | Партия «Г17+»                  | председатель Скупщины, и. о. президента |
| 3 |      | Борис Тадич (серб. Борис Тадић)                         | 11 июля 2004                | 5 апреля 2012               | Демократическая партия         | Победил во втором туре выборов 27 июня 2004, получив 53,2 % голосов. Повторно занял должность, победив во втором туре выборов 3 февраля 2008 (50,3 %). |
| - |      | Славица Джукич-Деянович (серб. Славица Ђукић-Дејановић) | 5 апреля 2012               | 31 мая 2012                 | Социалистическая партия Сербии | председатель Скупщины, и. о. президента |
| 4 |      | Томислав Николич (серб. Томислав Николић)               | 31 мая 2012                 | 31 мая 2017                 | Сербская прогрессивная партия  | Избран 20 мая 2012 года во втором туре президентских выборов |
| 5 |      | Александр Вучич (серб. Александар Вучић)                | 1 июня 2017                 | В должности                 | Сербская прогрессивная партия  | Избран 2 апреля 2017 года в первом туре президентских выборов. Повторно занял должность, победив в первом туре выборов 3 апреля 2022 года. |